# Polycitor luderitzi
Polycitor luderitzi is een zakpijpensoort uit de familie van de Polycitoridae. De wetenschappelijke naam van de soort is voor het eerst geldig gepubliceerd in 1915 door Michaelsen.